# Rivula distincta
Rivula distincta là một loài bướm đêm trong họ Erebidae.